# Эстроз
Эстроз (oestrosis) — энтомоз из группы доброкачественных миазов человека и домашних животных (овец, кошек, собак), вызванный носоглоточным оводом.

## Этиология
Возбудитель — полостной овод Oestrus ovis (сем. Oestridae, отряд Diptera) длиной 10-12 мм жёлто-коричневого цвета. Тело покрыто мелкими волосками. Личинки 1-й стадии длиной — до 1,3 мм, 3-й — до 30 мм.
Часто паразитирует на овцах, иногда у людей.

## Эстроз человека
У людей, личинки этого овода часто поражает глаза, вызывая офтальмомиаз.
Болеют пастухи и фермеры. Болезнь встречается в Афганистане, Индии, Ираке, Иране, Италии, Канарских островах, Карибском регионе, Кувейте, Ливии, Омане, Пакистане, Тунисе, Франции, Средней Азии, России.
Больные жалуются на дискомфорт в глазах и ощущение перемещения инородного тела. Наблюдается припухлость вокруг век, слезотечение.
Обследование щелевой лампой выявляет полупрозрачных личинок 1-2 мм в длину в конъюнктиве и роговице. Личинки могут быть фиксированы, а могут и двигаться по конъюнктиве. Личинки удаляются под местной анестезией. После удаления личинок назначают инстилляцию сульфацила натрия 20% и ципрофлоксацина 0,3%.
Помимо глазной локализации, личинки иногда поражают глотку, гортань, носовую полость, и редко, ухо (см. Отомиаз). Главный симптом — боль, иногда сопровождающаяся лихорадкой и недомоганием.
При носоглоточной локализации — назальном миазе — наблюдается кашель, чиханье, жжение и зуд в горле, эозинофилия. Зондирование выявляет наличие инородных тел в горле. Личинок удаляют и орошают горло большим объемом физиологического раствора.
Описаны случаи желудочно-кишечной локализации личинок оводов рода Oestrus, при этом наблюдалось расстройство в виде рвоты (см. Кишечный миаз). В желудочно-кишечном тракте личинки могут развиваться 10 месяцев не перевариваясь.
Прогноз, как правило, благоприятный. Лечение включает удаление личинок, а в некоторых случаях, предотвращение местных инфекций. Применяют также ивермектин.

## Эстроз овец
Носоглоточный овод Oestrus ovis паразитирует в носовых, лобных, верхнечелюстных пазухах, решетчатой кости, полостях роговых отростков. Наблюдается воспаление слизистой оболочки верхних дыхательных путей. 
По С.Н. Никулину, из общего количества внедрившихся личинок только 10-20% достигают последующих стадий развития. Основная масса личинок полостного овода погибает и отторгается с носовой слизью в первой стадии развития.
Личинки 1-й стадии локализуются на слизистой носовых ходов и в лабиринтах решетчатых костей. Личинки 2-й и 3-й стадий — в лобных пазухах и в полостях рогов.
На 5—6-е сут после инвазирования личинками овода у овец наблюдают обильное серозно-гнойное носовое истечение с примесью крови; дыхание затруднено. Возникают некротические язвы. На слизистой оболочке носовой полости, иногда в лобных пазухах и в полости рогов находят личинок овода. Мозговые оболочки гиперемированы.